# Brigitte Scherer
Brigitte Scherer (* 15. April 1943 in Berlin) ist eine deutsche Reise- und Kulturjournalistin.

## Leben
Nach dem Abitur am altsprachlichen Gymnasium Leibnizschule in Offenbach studierte Scherer Soziologie an der Universität Frankfurt am Main und absolvierte  ein Volontariat beim Darmstädter Echo in Darmstadt. 1969 trat sie in die Redaktion der Frankfurter Allgemeinen Zeitung ein (Redaktionskürzel „B.S.“). Sie war bis 2008 Redakteurin im Feuilleton, mit dem Hauptarbeitsgebiet Tourismus im Reiseblatt, wo sie die Themen Touristik und Luftverkehrspolitik einführte.
Scherer war auch für weitere Ressorts der Zeitung tätig. Sie berichtete 1980 von den Olympischen Sommerspielen in Moskau und 1984 von den Olympischen Sommerspielen in Los Angeles. Mitte der 1980er Jahre berichtete sie einige Zeit als Kulturkorrespondentin aus New York.
Seit Mai 2008 ist sie Autorin und Kolumnistin für Reise- und andere Themen in verschiedenen Teilen der Zeitung.

## Preise und Auszeichnungen
- 1981: Theodor-Wolff-Preis
- 2007: Ehrenmitglied im Deutschen Reiseverband (DRV)

## Werke
- Tourismus, Rowohlt, Reinbek, 1995, ISBN 978-3-49916362-3 (Rororo Handbuch, Rororo spezial)
- (mit Thomas Kirn): Künstler in Darmstadt, Reba Verlag, Darmstadt, 1969